# Innovation Network Corporation of Japan
Innovation Network Corporation of Japan (INCJ) est un fonds d'investissement japonais, dont les fonds sont principalement d'origines publiques, qui visent à soutenir les entreprises de haute-technologie japonaises. Il est lancé le 27 juillet 2009. Il est supervisé par le ministère de l'Économie, du Commerce et de l'Industrie. Il a notamment investi dans Japan Display ou Landis+Gyr.
En novembre 2012, l'INCJ acquiert pour 180 milliards de yens, soit l'équivalent de 2,2 milliards de dollars, 66,66 % de Renesas.